# Tlalnepantla (Mexico)
Tlalnepantla is een voorstad van Mexico-Stad in de deelstaat Mexico. Tlalnepantla heeft 658.907 inwoners (census 2020) en is de hoofdstad van de gemeente Tlalnepantla de Baz.

## Stadsbeeld
Tlalnepantla is een stad waar oud en nieuw zich naast elkaar bevinden. In de stad bevinden de piramides van Tenayuca en de kathedraal van Corpus Cristi zich naast moderne hoogbouw. Tlanepanlta is een relatief welvarende voorstad. De belangrijkste inkomstenbron is de industrie. De stad is verbonden met de metro van Mexico-Stad.

## Geschiedenis
Tlalnepantla is in de elfde eeuw gesticht door de Chichimeken. De Chichcimeekse leider Xolotl stichtte hier een koninkrijkje dat in de 12e eeuw een deel van het Dal van Mexico wist te onderwerpen. De naam komt uit het Nahuatl en betekent 'land in het midden'. De stad dankt deze naam aan het feit dat hij zich bevond op het grensgebied tussen de Azteken en de Otomí, die op voet van oorlog met elkaar verkeerden.
Na de Spaanse verovering viel Tlalnepantla onder het domein van een Franciscaner klooster. In de 20e eeuw is de bevolking explosief gaan groeien, zodat het nu de 15e stad van het land is. De bekendste inwoner van Tlalnepantla was dr. Gustavo Baz Prada, revolutionair en gouverneur, naar wie de gemeente later is genoemd.